# آندریاس سلاریوس
آندریاس سلاریوس (انگلیسی: Andreas Cellarius; ح. ۱۵۹۵ – د ۱۶۶۵ در ۷۰ سالگی) نقشه‌نگاری اهل هلند بود. او بیشتر برای انتشار کتاب هارمونی جهان اصغر شناخته می‌شود. او در ورمس متولد شد و در هایدلبرگ تحصیلات خود را آغاز کرد. او پروتستان بود و در آغاز جنگ سی‌ساله که شهر هایدلبرگ به تصرف کاتولیک‌ها درآمد آنرا ترک کرد و به آمستردام رفت به عنوان مدیر مدرسه‌ای لاتین مشغول کار شد.
سیارک سلاریوس ۱۲۶۱۸ به افتخار او نامگذاری شده‌است.